# Planungsregion Würzburg
Die Planungsregion Würzburg ist eine von insgesamt 18 Planungsregionen des Freistaates Bayern. Verwaltungssitz ist nicht Würzburg, sondern Karlstadt.

## Struktur

Planungsregion 2: Würzburg

Die Planungsregion Würzburg liegt im Nordwesten Bayerns und bildet den Kern des bayerischen Regierungsbezirks Unterfranken. Im Regionalen Planungsverband sind folgende Körperschaften zusammengeschlossen: die kreisfreie Stadt Würzburg, die Landkreise Kitzingen, Main-Spessart und Würzburg sowie die dazugehörigen Landkreisgemeinden.
Bis 2018 bestanden in der Planungsregion folgende zentrale Orte: Oberzentrum ist die Universitätsstadt Würzburg mit rund 127.000 Einwohnern. Zugeordnete Mittelzentren sind Kitzingen, Karlstadt, Lohr am Main, Marktheidenfeld und Ochsenfurt. 
Im Jahr 2018 wurde Würzburg zum Regionalzentrum aufgewertet. Mit Gemünden am Main und Volkach entstanden zwei zusätzliche Mittelzentren.
Die Region Würzburg hat eine Fläche von 3.062 km². Im Jahre 2007 lebten in der Region 515.734 Einwohner. Am 31. Dezember 2021 wurden nur noch 508.552 Einwohner verzeichnet.

## Geschichte
1972 erfolgte die Einteilung des Freistaates Bayern in 18 Planungsregionen auf Grundlage des Bayerischen Landesplanungsgesetzes von 1970. Der Regionale Planungsverband entstand am 18. April 1973. Aktuelle Verbandsvorsitzende ist Sabine Sitter, Landrätin des Landkreises Main-Spessart.